# Ciliaria schizospora
Ciliaria schizospora är en svampart som först beskrevs av William Phillips, och fick sitt nu gällande namn av Jean Louis Emile Boudier 1907. Ciliaria schizospora ingår i släktet Ciliaria och familjen Pyronemataceae.   Inga underarter finns listade i Catalogue of Life.